# Alleghany Mennonite Meetinghouse
Alleghany Mennonite Meetinghouse je komunitní dům mennonitů stojící na 39 Horning Road v Brecknock Township, Berks County v Pensylvánii. Byl postaven v roce 1855. Dům a přilehlý hřbitov jsou významné pro svou roli v mennonitském společenství v této oblasti Pensylvánie v polovině a na konci 19. století. Dům sám je také významný pro německý styl architektury.
V roce 2009 byl zařazen do National Register of Historic Places.